# Escut d'Oman
L'escut d'Oman, més aviat un emblema que no pas un escut heràldic, és el símbol de la dinastia regnant d'Abu Saïd des del 1749. Consisteix en una daga corbada omanita, el khanjar, dins la seva funda, posada en pal per damunt de dues espases passades en sautor; ressaltant sobre el tot, un elaborat cinturó amb quatre baules posat en faixa.
L'emblema omanita apareix també a l'angle superior esquerre de la bandera estatal, a les monedes, als segells i als avions de la Força Aèries, entre moltes altres localitzacions.